# Armadillidium hirtum
Armadillidium hirtum är en kräftdjursart som beskrevs av Gustav Budde-Lund 1885. Armadillidium hirtum ingår i släktet Armadillidium och familjen klotgråsuggor. Utöver nominatformen finns också underarten A. h. pelagicum.